# Lambunot Paya
Lambunot Paya is een bestuurslaag in het regentschap Aceh Besar van de provincie Atjeh, Indonesië. Lambunot Paya telt 341 inwoners (volkstelling 2010).